# Maria Casadevall
Maria Casadevall (São Paulo, 24 de julio de 1987) es una actriz brasileña. Se hizo famosa luego de participar en la telenovela Rastros de mentiras.

## Biografía
A los 16 años hizo su primer comercial y desde entonces comenzó a relacionarse con el mundo de la actuación. Realizó cursos de actuación con el director Fernando Leal. También realizó cursos en la escuela de teatro de Wolf Maya.
Desde 2013 hasta 2015 estuvo en una relación con Caio Castro.
En 2020 se declaró Lesbiana y confesó que no entendía la incomodidad que sentía en las relaciones heterosexuales. "Había algo un poco extraño,fuera de lugar" describió.
Desde 2021 esta en una relación con Larissa Mares.

## Filmografía

### Televisión
| Año       | Título              | Personaje                                     |
| --------- | ------------------- | --------------------------------------------- |
| 2011      | Lara com Z          | Maria Valentina Ventura Passos de Albuquerque |
| 2013-2014 | Rastros de mentiras | Patrícia Mileto                               |
| 2014      | Lili, a Ex          | Lili                                          |
| 2015      | I Love Paraisópolis | Margot                                        |
| 2017      | Os Dias Eram Assim  | Rimena                                        |
| 2017      | Vade Retro          | Lilith                                        |
| 2019      | “Coisa Mais Linda”  | Maria Luiza                                   |

## Teatro
| Año  | Título                            |
| ---- | --------------------------------- |
| 2009 | Roberto Zucco                     |
| 2009 | Hipóteses Para o Amor e a Verdade |
| 2012 | A Nossa Gata Preta e Branca       |